# Euphorbia magnicapsula
Euphorbia magnicapsula är en törelväxtart som beskrevs av Susan Carter. Euphorbia magnicapsula ingår i släktet törlar, och familjen törelväxter.

## Underarter
Arten delas in i följande underarter:
- E. m. lacertosa
- E. m. magnicapsula

## Bildgalleri

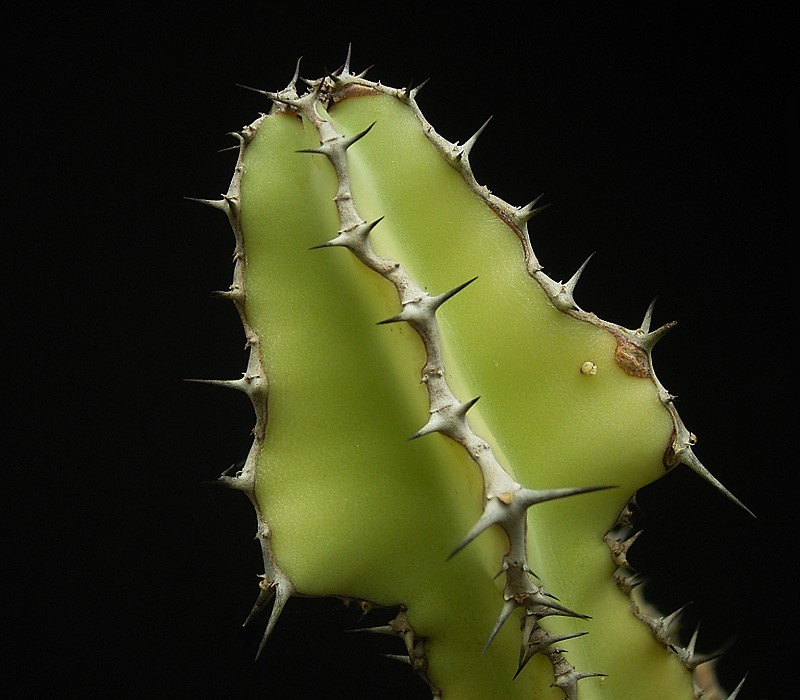
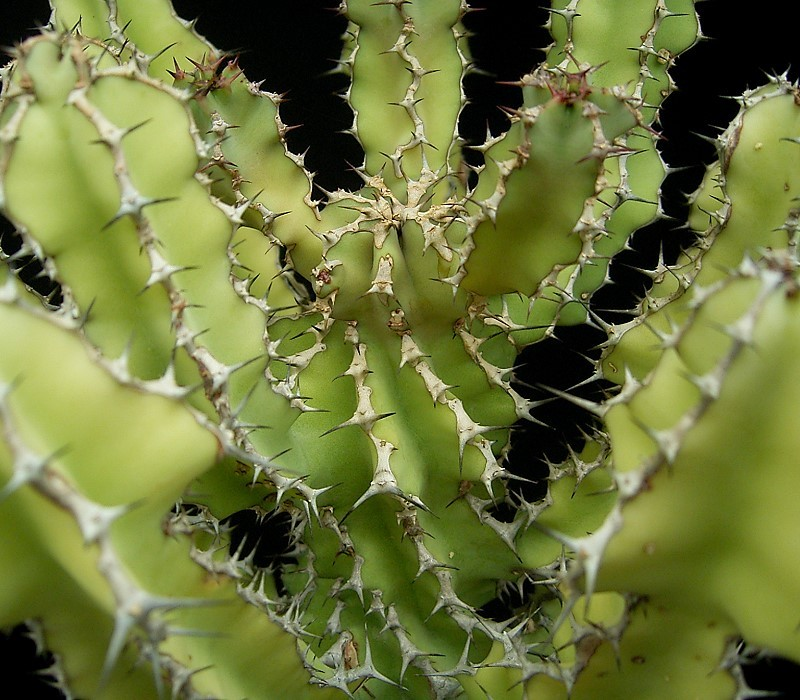
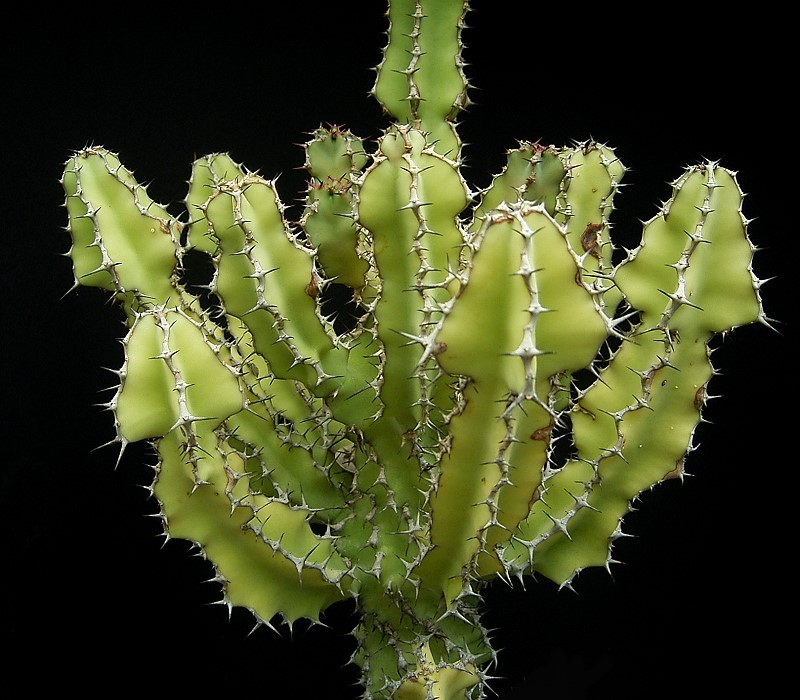
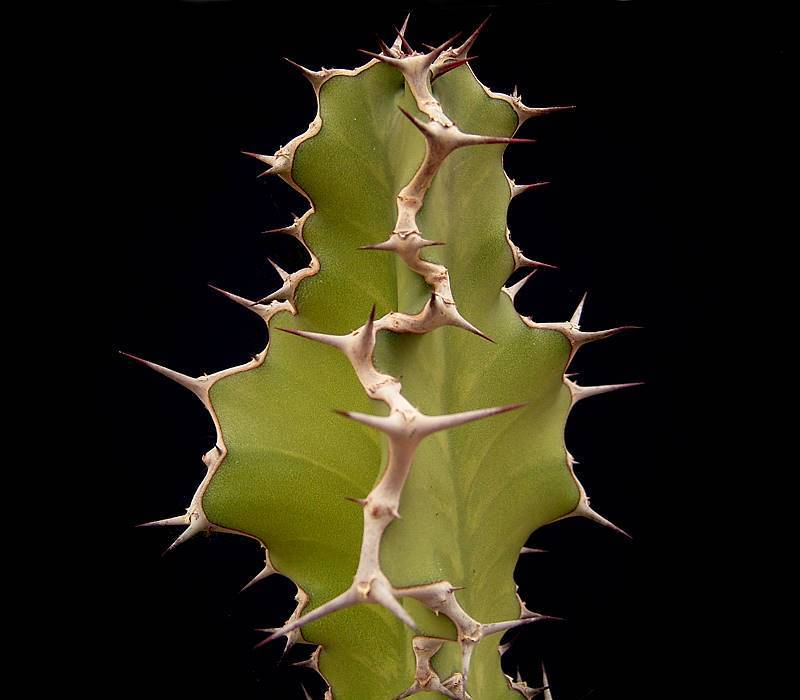